# تپه شهر سوخته ۵۵
تپه شهر سوخته شماره ۵۵ مربوط به هزاره سوم و ۲ قم است و در شهرستان زابل، بخش شیب آب، ۴/۱ کیلومتری شرق جاده واقع شده و این اثر در تاریخ ۳۰ تیر ۱۳۸۴ با شمارهٔ ثبت ۱۲۱۴۳ به‌عنوان یکی از آثار ملی ایران به ثبت رسیده است.